# Kultura poslikane sive keramike
Kultura poslikane sive keramike (PGW) je železnodobna indo-arijska kultura zahodne gangeške nižine in doline Ghaggar-Hakra na Indijski podcelini, konvencionalno datirana od okoli 1200 do 600–500 pr. n. št. oz. od 1300 do 500–300 pr. n. št. Je naslednik pokopališke kulture H in kulture črne in rdeče keramike (BRW) v tej regiji ter sodobna nadaljevanju kulture BRW v vzhodni gangeška nižina in osrednji Indiji.
Kulturo PGW, ki jo zaznamuje slog fine, sive keramike, poslikane z geometrijskimi vzorci v črni barvi, povezujejo z vaškimi in mestnimi naselji, udomačenimi konji, obdelavo slonovine in pojavom metalurgije železa. Od leta 2018 je bilo odkritih 1576 lokacij PGW. Čeprav je bila večina območij PGW majhnih kmečkih vasi, se je 'nekaj ducatov' območij PGW pojavilo kot relativno velika naselja, ki jih je mogoče označiti kot mesta; največje med njimi so bile utrjene z jarki in nasipi iz nabrane zemlje z lesenimi palisadami, čeprav manjše in enostavnejše od izdelanih utrdb, ki so se pojavile v velikih mestih po letu 600 pr. n. št.
Kultura PGW verjetno ustreza srednjemu in poznemu vedskemu obdobju, tj. kraljestvu Kuru-Pančala, prvi veliki državi na indijski podcelini po zatonu civilizacije doline Inda. Kasnejša vedska literatura ponuja množico informacij o življenju in kulturi tistega časa. Nasledi ga severna črno polirana posoda iz okoli 700–500 pr. n. št., povezana z vzponom velikih držav Mahadžanapada in imperija Magadha.
- Poslikana siva posoda - Sonkh (Utar Pradeš) - 1000-600 pr. n. št. Državni muzej, Mathura
- Fragmenti poslikane sive keramike, približno 1000 pr. n. št., iz Hastinapurja in Radhakunda, Utar Pradeš, ter Panipat in Tilpat, Harjana], Britanski muzej
- Odlomki poslikane sive keramike (desno) in harapska rdeča keramika (levo) iz Rupnagarja, Pandžab